# Thu phí điện tử
Thu phí điện tử (hay thu phí tự động không dừng, tiếng Anh: Electronic toll collection, viết tắt là ETC) là một hệ thống không dây để tự động thu phí sử dụng hoặc phí đối với các phương tiện sử dụng đường thu phí, làn đường HOV, cầu thu phí và hầm thu phí. Đây là một giải pháp thay thế nhanh hơn, thay thế các trạm thu phí, nơi các phương tiện phải dừng lại và người lái xe tự trả phí bằng tiền mặt hoặc thẻ (MTC - Hệ thống thu phí một dừng -TCVN 45/2021/TT-BGTVT). Trong hầu hết các hệ thống, các phương tiện sử dụng hệ thống được trang bị một thiết bị là thiết bị đọc thẻ RFID tầm xa. Khi phương tiện đi qua thiết bị đọc tính hiệu RFID tầm xa được lắp đặt bên đường hoặc trên giá long môn (Gantry), Thiết bị đọc thẻ sẽ đọc được mã số được mã hóa trên thẻ UHF thụ động, thiết bị này sẽ truyền mã số nhận dạng đăng ký sử dụng đường bộ của phương tiện và hệ thống thanh toán điện tử tính phí cho người dùng.

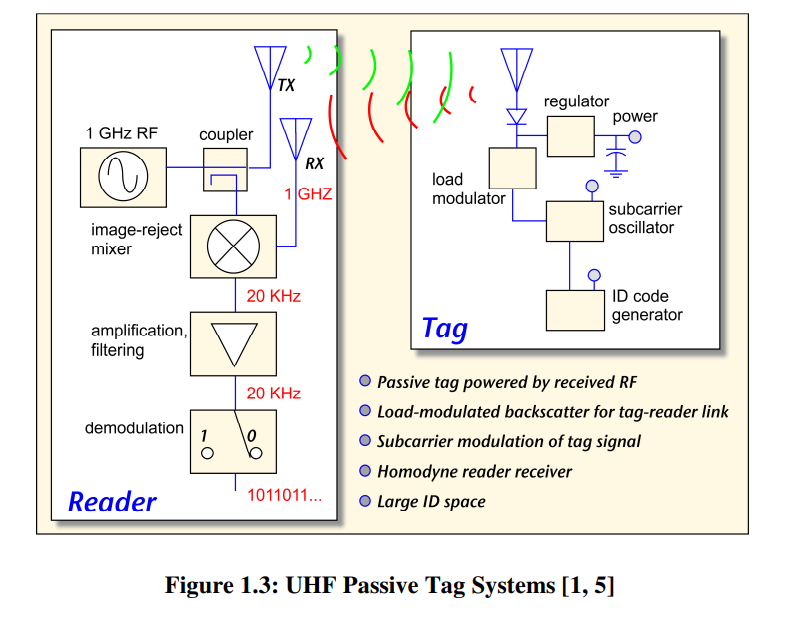
Hệ thống thẻ Passice UHF

Một lợi thế lớn là người lái xe không phải dừng lại, giảm sự chậm trễ giao thông. Thu phí điện tử rẻ hơn so với trạm thu phí có nhân viên, giảm chi phí giao dịch cho chính phủ hoặc chủ sở hữu đường tư nhân. Việc dễ dàng thay đổi mức phí cầu đường giúp dễ dàng thực hiện định phí tắc nghẽn đường bộ, bao gồm cả các làn đường có nhiều người sử dụng, các làn đường thu phí để bỏ qua tắc nghẽn và phí tắc nghẽn toàn thành phố. Hệ thống thanh toán thường yêu cầu người dùng đăng ký trước và nạp tiền vào tài khoản có số dư giảm dần, tài khoản này sẽ được ghi nợ mỗi khi họ vượt qua một điểm thu phí.
Làn thu phí điện tử có thể hoạt động cùng với các trạm thu phí một dừng (MTC) để những người lái xe không có thẻ RFID tầm xa (UHF Passvice Tag) có thể thanh toán tại trạm.
Singapore là thành phố đầu tiên trên thế giới triển khai hệ thống thu phí đường bộ điện tử được gọi là Electronic_Road_Pricing Chương trình cấp phép khu vực Singapore (ERP)] nhằm mục đích định phí tắc đường vào năm 1974. Từ năm 2005, hệ thống định giá đường bộ GNSS đã được triển khai ở một số quốc gia châu Âu. Với các giải pháp thu phí dựa trên vệ tinh, không cần thiết phải lắp đặt đầu đọc điện tử bên cạnh hoặc phía trên đường để đọc bộ tiếp sóng vì tất cả các phương tiện đều được trang bị những thiết bị trên xe có bộ thu Hệ thống Vệ tinh Định vị Toàn cầu (GNSS) để xác định quãng đường đã đi trên mạng lưới đường có thu phí - không sử dụng bất kỳ cơ sở hạ tầng ven đường nào.
William Vickrey, người đoạt giải Nobel Kinh tế, là người đầu tiên đề xuất hệ thống thu phí điện tử cho Khu đô thị Washington vào năm 1959. Trong những năm 1960 và 1970, các hệ thống nguyên mẫu đầu tiên đã được thử nghiệm. Na Uy là quốc gia tiên phong trên thế giới trong việc triển khai rộng rãi công nghệ này, bắt đầu từ năm 1986. Ý là quốc gia đầu tiên triển khai hệ thống thu phí điện tử hoàn chỉnh trên đường cao tốc ở quy mô quốc gia vào năm 1989.

## Lịch sử
Năm 1959, ông William Vickrey, người đoạt giải Nobel Kinh tế, là người đầu tiên đề xuất một hệ thống thu phí điện tử tương tự cho Khu vực Thủ đô Washington. Ông đề xuất rằng mỗi chiếc ô tô sẽ được trang bị một bộ tiếp sóng: "Tín hiệu được cá nhân hóa của bộ tiếp sóng sẽ được nhận khi ô tô đi qua một giao lộ, sau đó được chuyển tiếp đến một máy tính trung tâm sẽ tính toán mức phí theo giao lộ và thời gian trong ngày. và thêm nó vào hóa đơn của chiếc xe." Trong những năm 1960 và 1970, việc thu phí lưu lượng tự do đã được thử nghiệm với các bộ tiếp sóng cố định ở mặt dưới của phương tiện và đầu đọc, được đặt dưới bề mặt đường cao tốc. Tuy nhiên, các kế hoạch đã bị loại bỏ và nó không bao giờ được thực hiện trên thực tế. Các bộ tiếp sóng thu phí hiện đại thường được gắn dưới kính chắn gió, với các đầu đọc được đặt ở giàn trên cao.
Sau các cuộc thử nghiệm vào năm 1974, vào năm 1975, Singapore trở thành quốc gia đầu tiên trên thế giới triển khai hệ thống thu phí đường bộ điện tử được gọi là Chương trình cấp phép khu vực Singapore nhằm mục đích định phí tắc đường trên các con đường đô thị hóa hơn. Nó đã được cải tiến vào năm 1998 với tên gọi Electronic Road Pricing (ERP).
Ý đã triển khai ETC đầy đủ trên đường cao tốc ở quy mô quốc gia vào năm 1989. Telepass, tên thương hiệu của ETC thuộc Autostrade S.p.A. nay là Autostrade per l'Italia, được thiết kế bởi Tiến sĩ Eng Pierluigi Ceseri và Tiến sĩ Eng. Mario Alvisi và bao gồm Phân loại phương tiện và Thực thi theo thời gian thực hoạt động đầy đủ thông qua các camera được kết nối với PRA (Sổ đăng ký ô tô công cộng) thông qua mạng lưới hơn 3.000 Km. sợi quang. Telepass đã giới thiệu khái niệm Khả năng tương tác ETC vì 24 nhà khai thác đường cao tốc khác nhau của Ý được kết nối với nhau cho phép người dùng di chuyển giữa các khu vực nhượng quyền khác nhau và chỉ trả tiền khi kết thúc hành trình. Tiến sĩ Eng. Mario Alvisi được coi là cha đẻ của ETC trên đường cao tốc vì ông không chỉ đồng thiết kế Telepass mà ông còn biến nó thành hệ thống ETC vận hành được tiêu chuẩn hóa đầu tiên trên thế giới theo tiêu chuẩn châu Âu vào năm 1996. Ông đóng vai trò là nhà tư vấn triển khai ETC ở nhiều quốc gia bao gồm Nhật Bản, Hoa Kỳ, Brazil. Tại Nhật Bản, Hệ thống ETC chỉ được xây dựng trên tất cả các đường cao tốc vào năm 2001. Đến năm 2019, 92% người lái xe Nhật đang sử dụng ETC.
ETC lần đầu tiên được giới thiệu tại Bergen, Na Uy vào năm 1986, hoạt động cùng với các trạm thu phí truyền thống. Năm 1991, Trondheim giới thiệu hệ thống thu phí điện tử ở tốc độ tối đa hoàn toàn không cần trợ giúp đầu tiên trên thế giới. Na Uy hiện có 25 đường thu phí hoạt động với thu phí điện tử (EFC), như tên gọi của công nghệ Na Uy (AutoPASS). Năm 1995, Bồ Đào Nha trở thành quốc gia đầu tiên áp dụng một hệ thống chung, duy nhất cho tất cả các trạm thu phí trong nước, Via Verde, hệ thống này cũng có thể được sử dụng ở các bãi đỗ xe và trạm xăng. Hoa Kỳ là một quốc gia khác sử dụng rộng rãi ETC ở một số bang, mặc dù nhiều đường thu phí của Hoa Kỳ vẫn duy trì tùy chọn thu phí thủ công.
ETC 2.0 không chỉ có khả năng gửi và nhận một lượng lớn thông tin theo cả hai hướng giữa đường và phương tiện mà còn cung cấp thông tin về tuyến đường. Như vậy, ETC 2.0 có nhiều chức năng tiên tiến hơn nhiều so với ETC 8 (chỉ cung cấp chức năng thu phí trên đường có thu phí). Hệ thống ETC 2.0 cung cấp nhiều lợi ích cho người đi đường thông qua các dịch vụ cung cấp thông tin, chẳng hạn như tránh tắc nghẽn, hỗ trợ lái xe an toàn, v.v. và thông tin tuyến đường được thu thập bởi các thiết bị bên đường và góp phần rất lớn vào việc thúc đẩy ITS.— Sách trắng về an toàn giao thông tại Nhật Bản 2018

Tính đến tháng 3 năm 2018, tại Nhật Bản, có tổng cộng khoảng 2,61 triệu phương tiện được trang bị các thiết bị tuân thủ ETC 2.0.

## Tổng quan

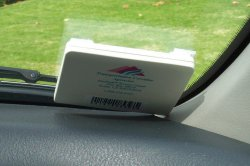
Nhiều hệ thống ETC sử dụng bộ tiếp sóng như hệ thống này để ghi nợ điện tử vào tài khoản của những chiếc ô tô đã đăng ký mà không cần dừng lại.

Ở một số khu đô thị của Hoa Kỳ, cổng tự động được sử dụng trong các làn đường thu phí điện tử, với giới hạn tốc độ 8 km/h; trong các khu khác, giới hạn tốc độ là 35 km/h không phải là hiếm. Tuy nhiên, tại các khu vực khác như Garden State Parkway ở New Jersey và tại nhiều địa điểm khác nhau ở California, Florida, Pennsylvania, Delaware và Texas, ô tô có thể đi qua làn đường điện tử ở tốc độ tối đa. Chương trình Thu phí Đường bộ Mở rộng của Illinois có 274 dặm đường liền kề không có rào chắn, nơi người dùng I-PASS hoặc E-ZPass tiếp tục di chuyển với tốc độ đường cao tốc qua các trạm thu phí, trong khi những người trả tiền mặt rời khỏi đường chính để thanh toán tại các trạm thu phí. Hiện tại hơn 80% trong số 1,4 triệu tài xế hàng ngày của Illinois sử dụng I-PASS.
Việc thực thi được thực hiện bằng sự kết hợp của một camera chụp ảnh ô tô và một máy tính có khóa tần số vô tuyến tìm kiếm bộ tiếp sóng gắn trên cửa sổ/cản lái của người lái để xác minh và thu tiền thanh toán. Hệ thống sẽ gửi thông báo và tiền phạt cho những ô tô đi qua mà không có tài khoản đang hoạt động hoặc không trả phí.

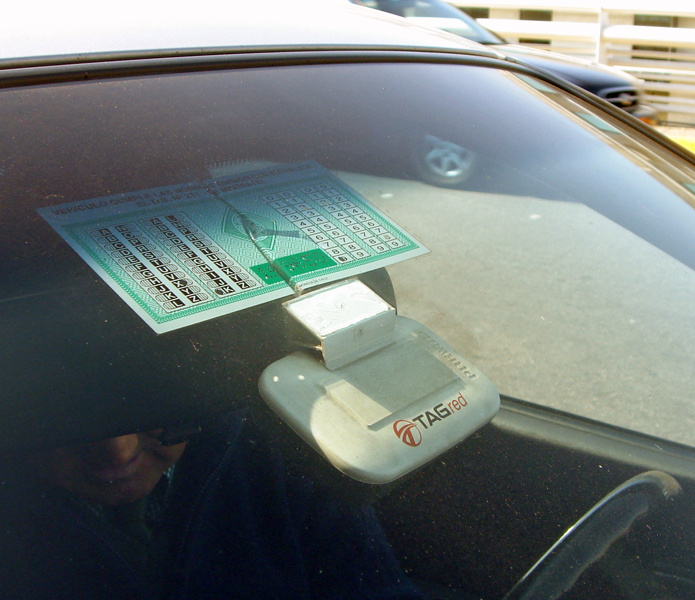
Bộ tiếp sóng này được sử dụng ở Chile cho một số đường cao tốc

Các yếu tố cản trở việc thu phí điện tử ở tốc độ tối đa bao gồm:
- Tình trạng không tham gia giao thông đáng kể, kéo theo hàng dài trên làn đường thu phí thủ công và tình trạng giao thông mất trật tự khi xe ô tô thu phí điện tử và thu phí thủ công "tự phân loại" vào làn đường tương ứng của chúng;
- Các vấn đề với việc truy đuổi những kẻ trốn phí;
- Cần, ít nhất là trong một số hệ thống (rào chắn) hiện tại, để hạn chế các phương tiện trong làn đường, trong khi tương tác với các thiết bị thu phí và nguy cơ va chạm ở tốc độ cao với các cấu trúc hạn chế;
- Các mối nguy hiểm về phương tiện đối với nhân viên thu phí có mặt ở một số khu vực thu phí điện tử;
- Thực tế là ở một số khu vực, đôi khi hàng dài người thậm chí còn phải đi qua các làn đường thu phí điện tử;
- Chi phí và các vấn đề khác phát sinh khi trang bị thêm các phương tiện thu phí hiện có
- Hợp nhất thu phí cũng có thể có vấn đề.[6]

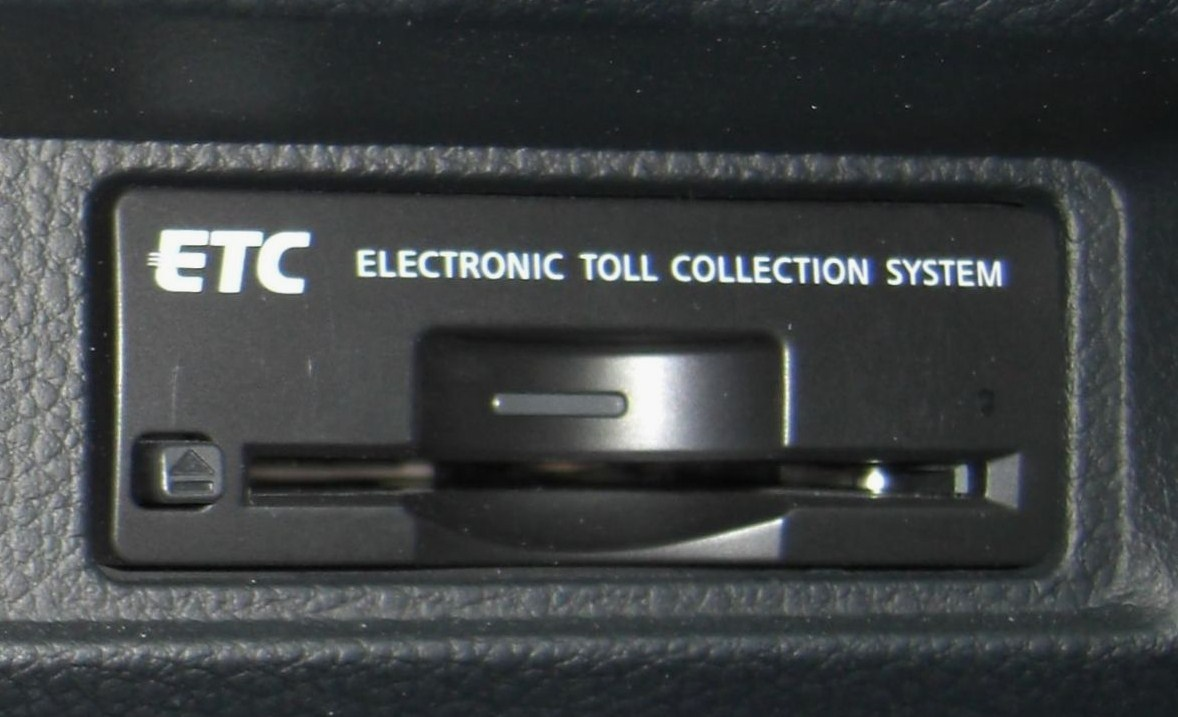
Thiết bị tích hợp ETC trên xe Nissan Fuga tại Nhật Bản

Ngay cả khi chiều dài hàng trong làn đường thu phí điện tử giống như trong làn đường thủ công, thu phí điện tử giúp tiết kiệm thời gian cho ô tô đã đăng ký: loại bỏ việc dừng tại cửa sổ hoặc máy thu phí, giữa các ô tô liên tiếp đi qua máy thu tiền, có nghĩa là một quãng đường cố định của hành trình đã qua nó được di chuyển với tốc độ trung bình cao hơn và trong thời gian thấp hơn. Đây ít nhất là một sự cải thiện về mặt tâm lý, ngay cả khi chiều dài của các hàng trong làn đường thu phí tự động đủ để giúp tiết kiệm không phải trả tiền khi không dừng so với thời gian vẫn bị mất do xếp hàng chờ qua cổng thu phí. Trạm thu phí thường rộng hơn phần còn lại của đường cao tốc; giảm nhu cầu về chúng giúp có thể lắp các đường thu phí vào các hành lang chật hẹp.

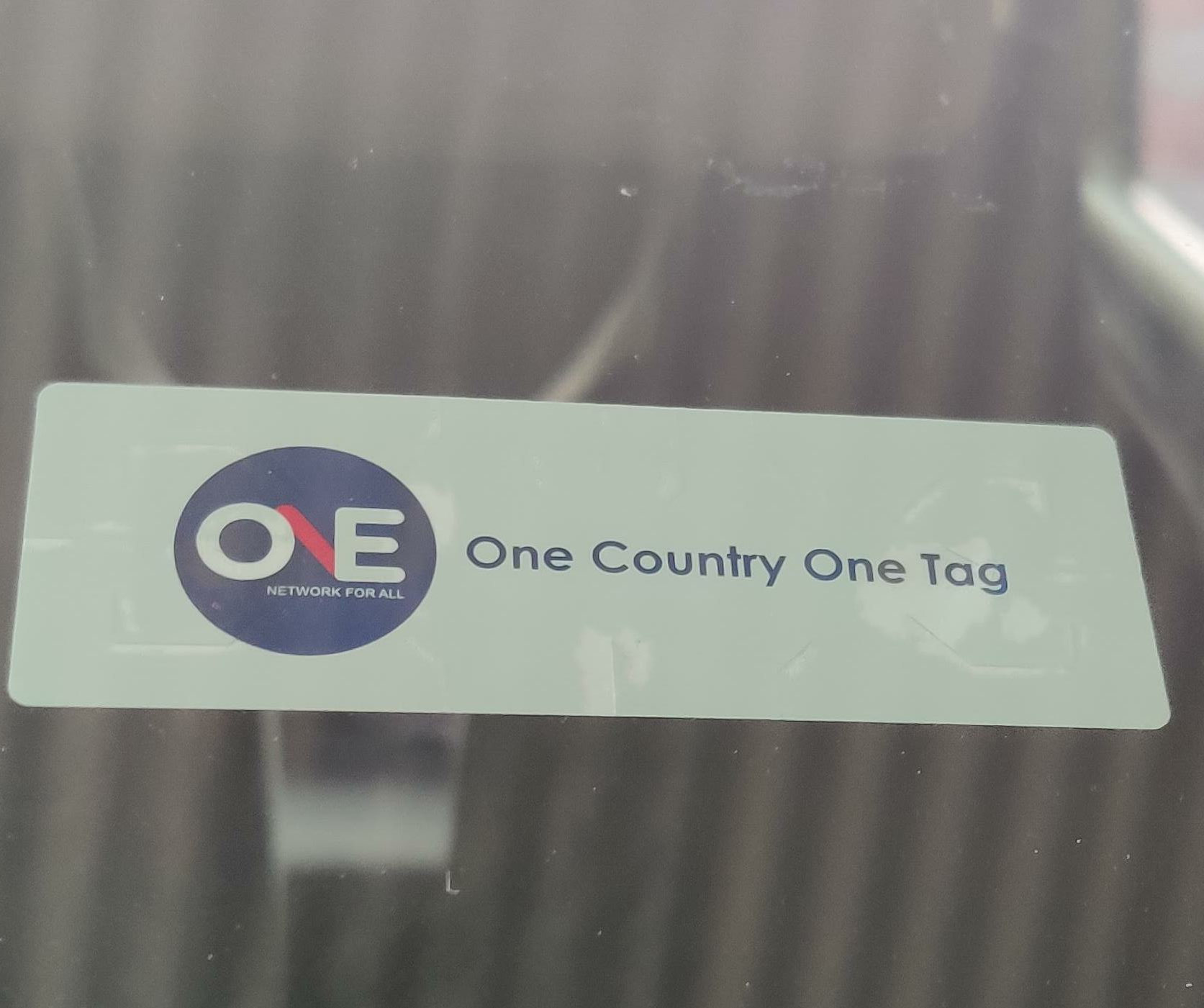
MTAG RFID được sử dụng để thu phí điện tử trên đường cao tốc ở Pakistan

Bất chấp những hạn chế này, nếu giảm được độ trễ tại cổng thu phí, thì trạm thu phí có thể phục vụ nhiều phương tiện hơn mỗi giờ. Thông lượng của bất kỳ làn thu phí nào càng lớn thì số làn cần thiết càng ít, do đó có thể giảm chi phí xây dựng. Cụ thể, các cơ quan thu phí có động cơ để chống lại áp lực hạn chế tỷ lệ làn đường thu phí điện tử nhằm hạn chế chiều dài của các làn đường thu phí thủ công. Trong ngắn hạn, tỷ lệ làn đường thu phí tự động càng lớn thì chi phí vận hành càng thấp (khi chi phí vốn cho việc thu phí tự động được khấu hao). Về lâu dài, lợi thế tương đối mà việc đăng ký và biến phương tiện của một người thành phương tiện thu phí điện tử mang lại càng lớn thì ô tô sẽ được chuyển đổi từ sử dụng thu phí thủ công sang sử dụng thu phí điện tử càng nhanh và do đó, số lượng xe thu phí thủ công sẽ ít hơn, qua đó giảm tốc độ trung bình và công suất.
Ở một số quốc gia, một số cơ quan thu phí sử dụng công nghệ tương tự đã thiết lập (hoặc đang thiết lập) các thỏa thuận có đi có lại, cho phép một người lái xe trên đường có thu phí của người điều hành khác và phí cầu đường phát sinh được tính vào tài khoản thanh toán phí của người lái xe cùng với nhà của họ nhà điều hành. Một ví dụ là thẻ E-ZPass của Hoa Kỳ, thẻ này được chấp nhận trên các con đường thu phí, cầu và đường hầm ở mười lăm tiểu bang từ Illinois đến Maine.
Tại Úc, có một số tổ chức cung cấp các thẻ được gọi là e-TAG có thể được sử dụng trên các đường thu phí. Chúng bao gồm Transport for NSW's E-Toll của New South Wales và Linkt của Transurban. Một khoản phí được ghi nợ vào tài khoản của khách hàng với nhà cung cấp thẻ của họ. Một số nhà khai thác đường thu phí – bao gồm Đường hầm Cảng Sydney của Sydney, Đường hầm Lane Cove và Westlink M7, CityLink và Eastlink của Melbourne và Đường cao tốc Gateway của Brisbane – khuyến khích sử dụng các thẻ như vậy và áp dụng một khoản phí phù hợp với phương tiện bổ sung cho các phương tiện không có thẻ.
Một thiết bị tương tự ở Pháp, được gọi là Liber-T cho xe hạng nhẹ và TIS-PL cho HGV, được chấp nhận trên tất cả các con đường thu phí trong nước.
Tại Brazil, hệ thống Sem Parar/Via-Fácil cho phép khách hàng đi qua trạm thu phí trên hơn 1.000 làn đường ở các bang São Paulo, Paraná, Rio Grande do Sul, Santa Catarina, Bahia và Rio de Janeiro. Sem Parar/Via-Fácil cũng cho phép người dùng ra vào hơn 100 bãi đậu xe. Ngoài ra còn có các hệ thống khác, chẳng hạn như via expressa, onda livre và auto expresso, có mặt ở các bang Rio de Janeiro, Rio Grande do Sul, Santa Catarina, Parana và Minas Gerais.

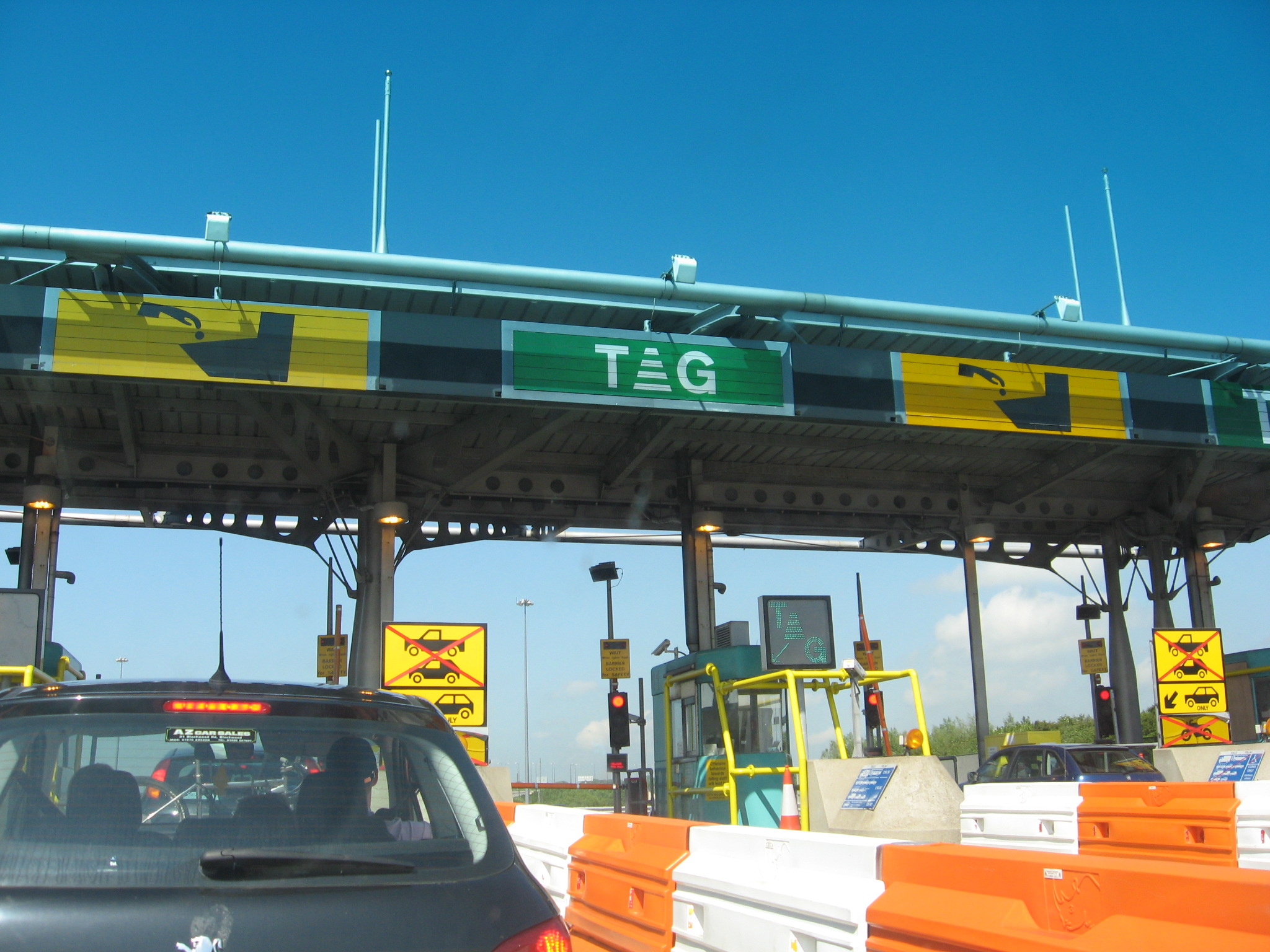
Làn đường TAG trên Cầu Severn 2, Wales

Kể từ năm 2016, Cơ quan quản lý đường cao tốc quốc gia Pakistan đã triển khai thu phí điện tử trên mạng lưới đường cao tốc của mình bằng cách sử dụng thẻ dựa trên RFID có tên là "M-TAG". Thẻ được gắn vào kính chắn gió của các phương tiện và được quét tự động tại các trạm thu phí khi vào và ra, đồng thời ghi nợ thuế phí đã tính từ tài khoản M-TAG trả trước.
Liên minh Châu Âu đã ban hành Chỉ thị EFC nhằm chuẩn hóa các hệ thống thu phí của Châu Âu. Các hệ thống được triển khai sau ngày 1 tháng 1 năm 2007 phải hỗ trợ ít nhất một trong các công nghệ sau: định vị vệ tinh, liên lạc di động sử dụng tiêu chuẩn GSM-GPRS hoặc công nghệ vi sóng 5,8 GHz. Ngoài ra, Ủy ban Châu Âu đã ban hành Quy định về Dịch vụ Thu phí Điện tử Châu Âu (EETS). Quy định này phải được tất cả các quốc gia thành viên triển khai từ ngày 19 tháng 10 năm 2021. Tất cả các đường thu phí ở Ireland phải hỗ trợ tiêu chuẩn thẻ eToll.
Từ năm 2015, chính phủ Na Uy yêu cầu xe tải thương mại trên 3,5 tấn lưu thông trên đường phải có bộ tiếp sóng và đăng ký thu phí đường bộ hợp lệ. Trước quy định này, 2/3 xe tải nước ngoài không trả phí đường bộ.

## Sử dụng trong khu vực đô thị và để định giá tắc đường

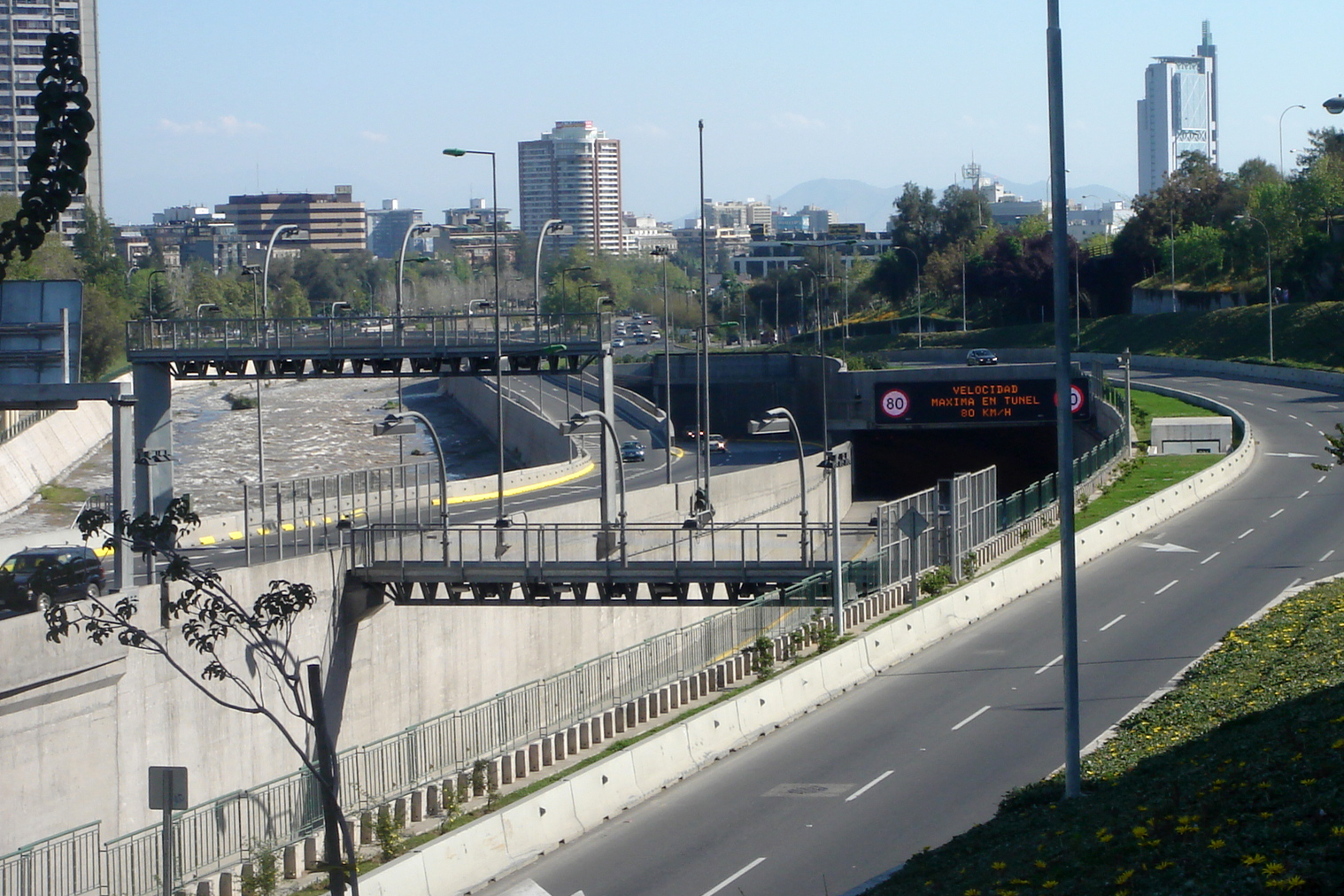
ETC tại Đường cao tốc "Costanera Norte", băng qua trung tâm thành phố với lưu lượng tự do 100% ở Santiago, Chile

Ứng dụng mang tính cách mạng nhất của ETC là trong bối cảnh đô thị của các thành phố bị ùn tắc, cho phép thu phí mà không cần phương tiện phải giảm tốc độ. Ứng dụng này khả thi để nhượng bộ phía tư nhân của việc xây dựng và vận hành đường cao tốc đô thị, cũng như giới thiệu hoặc cải thiện giá tắc đường, như một chính sách hạn chế ô tô đi lại trong khu vực trung tâm thành phố.
Giữa năm 2004 và 2005, thủ đô Santiago của Chile, đã triển khai hệ thống thu phí điện tử 100% tốc độ tối đa đầu tiên trên thế giới với các bộ tiếp sóng xuyên qua trung tâm thành phố (CBD) trong một hệ thống gồm nhiều đường cao tốc đô thị được nhượng quyền (Autopista Central và Autopista ). Các Tiểu vương quốc Ả Rập Thống nhất (UAE) đã triển khai một hình thức thu phí đường bộ tương tự ở Dubai vào năm 2007, được gọi là Salik. Các kế hoạch tương tự đã được thực hiện trước đây nhưng chỉ trên các xa lộ đô thị vòng ngoài hoặc vòng ngoài ở một số thành phố trên thế giới: Toronto năm 1997 (Quốc lộ 407), một số con đường ở Na Uy (AutoPASS), Melbourne năm 2000 (CityLink) và Tel Aviv cũng vào năm 2000 (Quốc lộ 6).

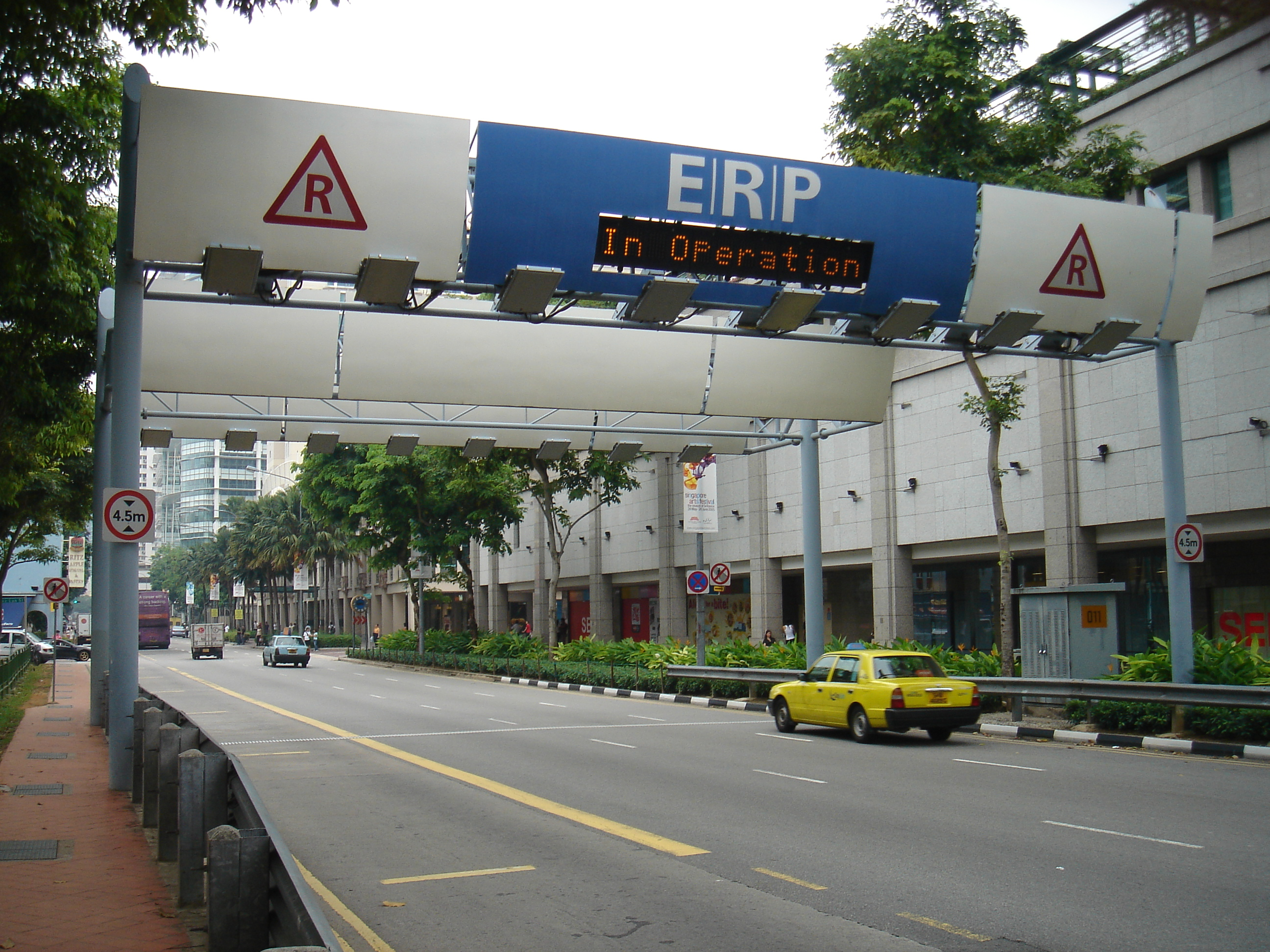
Cổng định giá đường điện tử tại đường North Bridge, Singapore

Các kế hoạch định giá tắc đường hoặc thu phí đô thị đã được triển khai để đi vào khu vực trung tâm thành phố bằng cách sử dụng công nghệ ETC và/hoặc máy ảnh và công nghệ nhận dạng video để lấy biển số ở một số thành phố trên thế giới.
Vào năm 1974, Singapore đã giới thiệu kế hoạch định giá tắc đường thành công đầu tiên trên thế giới được thực hiện với kiểm soát thủ công và được hoàn thiện vào năm 1998, Bergen (1986), Oslo (1990) và Trondheim (1991); Rome vào năm 2001 như một bản nâng cấp cho hệ thống điều khiển thủ công được thực hiện vào năm 1998; London năm 2003 và mở rộng năm 2007; Stockholm, thử nghiệm vào năm 2006 và thu phí vĩnh viễn vào năm 2007; và ở Valletta, thủ đô của Malta, kể từ tháng 5 năm 2007.

Biển báo đường bộ Na Uy 792.30 biểu thị trạm thu phí tự động. Theo mẫu mới nhất về biển báo đường bộ tại trạm thu phí tự động, biển này phải được dán trên trạm thu phí.

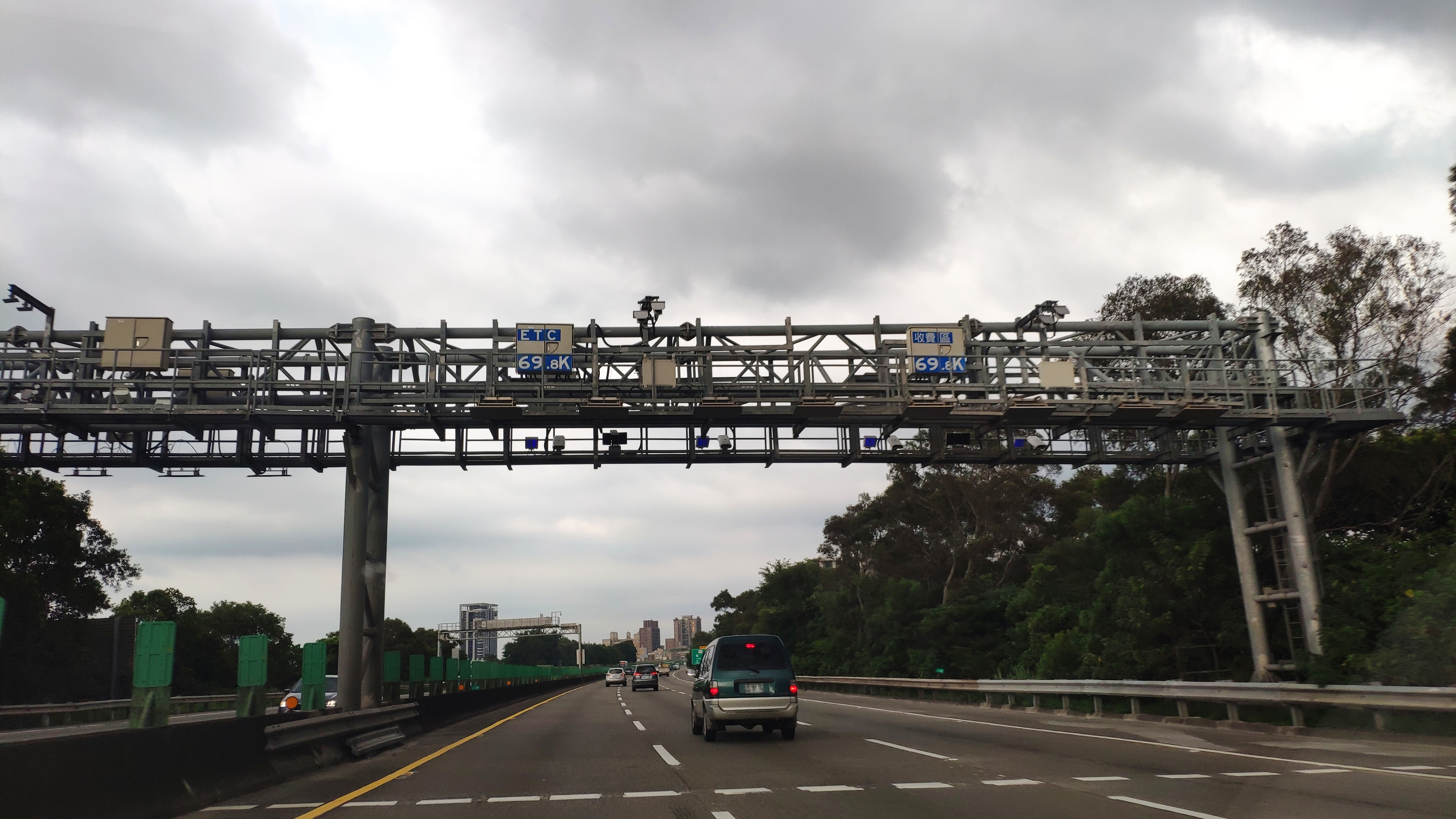
Cổng thu phí điện tử ở Đài Loan, cho phép người lái xe ô tô trả phí mà không cần dừng hoặc giảm tốc độ

Vào tháng 1 năm 2008, Milan bắt đầu chương trình thử nghiệm kéo dài một năm có tên là Ecopass, một chương trình định giá ô nhiễm trong đó các phương tiện đạt tiêu chuẩn khí thải thấp phải trả phí sử dụng; xe sử dụng nhiên liệu thay thế và xe sử dụng nhiên liệu truyền thống nhưng đạt tiêu chuẩn khí thải Euro IV được miễn. Chương trình được kéo dài đến hết tháng 12 năm 2011 và vào tháng 1 năm 2012 được thay thế bằng chương trình định giá tắc đường có tên là Khu vực C.
Thành phố New York đã xem xét việc thực hiện kế hoạch định giá tắc đường. Hội đồng thành phố New York đã thông qua một kế hoạch như vậy vào năm 2008, nhưng nó không được thực hiện vì Quốc hội bang New York không thông qua.
Năm 2006, cơ quan quản lý giao thông vận tải San Francisco bắt đầu một nghiên cứu toàn diện để đánh giá tính khả thi của việc áp dụng giá tắc đường. Khoản phí này sẽ được kết hợp với các triển khai giảm lưu lượng giao thông khác, cho phép quyên góp tiền để cải thiện giao thông công cộng cũng như cải tiến cho người đi xe đạp và người đi bộ. Các kịch bản định giá khác nhau được xem xét đã được trình bày trong các cuộc họp công khai vào tháng 12 năm 2008, với kết quả nghiên cứu cuối cùng được mong đợi vào năm 2009.
Vào tháng 12 năm 2013, các trạm thu phí cũ đã được thay thế bằng hình thức thu phí hoàn toàn bằng điện tử trả tiền theo khoảng cách trên tất cả các xa lộ chính của Đài Loan. Tất cả các khoản phí cầu đường đều được thu bằng phương thức điện tử bằng giàn trên cao với nhiều làn xe di chuyển tự do, không phải tại các trạm thu phí truyền thống. Đài Loan là quốc gia đầu tiên chuyển từ thu phí thủ công sang thu phí tự do nhiều làn hoàn toàn bằng điện tử trên tất cả các xa lộ của mình. Để mô phỏng mô hình trước đó, trong đó một phương tiện sẽ không vượt qua trạm thu phí khi di chuyển quãng đường ngắn, mỗi phương tiện nhận được 20 km mỗi công tác phí khi di chuyển miễn phí và được lập hóa đơn 1,2 Đài tệ mỗi km sau đó. Xe buýt và xe kéo phải chịu phụ phí xe hạng nặng. Cơ quan quản lý đường cao tốc có thể thay đổi giá vé (ví dụ: loại bỏ công tác phí) trong mùa du lịch cao điểm để tạo điều kiện phân phối ùn tắc đến nửa đêm. Các cổng thu phí chia đường cao tốc thành các đoạn, mỗi đoạn có một giá trị được xác định theo khoảng cách đến cổng tiếp theo (nút giao). Số lượng cổng hàng ngày được tính vào lúc nửa đêm và tổng phí được khấu trừ trong 48 giờ. Mỗi phương tiện được giảm giá thêm sau 200 km đầu tiên và những người đăng ký eTag có tài khoản trả trước được giảm thêm 10%. Những người không đăng ký được lập hóa đơn bằng nhận dạng biển số xe và sao kê qua thư hoặc có thể thanh toán tại chuỗi cửa hàng tiện lợi vào ngày thứ ba sau khi xe di chuyển, vì luật không bắt buộc phải đăng ký ETC. Đài Loan là quốc gia đầu tiên chuyển từ các trạm thu phí cố định sang hệ thống thu phí trả tiền theo khoảng cách trên tất cả các xa lộ của mình. Đây là quốc gia có số dặm đường cao tốc ETC dài nhất trên thế giới.

## Tại Việt Nam
Hiện tại, Việt Nam có 2 nhà cung cấp dịch vụ thu phí không dùng được biết đến là VETC và ePass.
Được thử nghiệm và triển khai lần đầu vào năm 2015, mặc dù việc thu phí ETC mang lại nhiều lợi ích lớn, song vẫn còn đó những bất cập. Điển hình nhất là việc máy móc thay thế con người, từ đó số người lao động tại các trạm sẽ bị giảm. Một lý do lớn khác là thời gian đầu, tình trạng lỗi thẻ xảy ra khá phổ biến; nhiều xe bị tình trạng trừ tiền 2 lần, barie không mở nhưng vẫn trừ tiền, thẻ chưa dán nhưng đã bị các bên dịch vụ đăng ký nhằm tăng lượng người dùng "ảo" để chạy chỉ tiêu, người dùng quên không nạp tiền khi đi qua trạm. Cuối cùng, việc đăng ký thẻ ETC nhưng sử dụng biển số giả dẫn đến chủ xe thật bị trừ tiền oan mặc dù xe nằm ở nhà hoặc không đi qua trạm.
Vào ngày 1 tháng 8 năm 2022, toàn bộ đường cao tốc tại Việt Nam bắt đầu triển khai thu phí không dừng hoàn toàn, từ đó lợi ích của thẻ ETC được biết đến nhiều hơn. Trước đó, cao tốc Hà Nội – Hải Phòng là tuyến đường đầu tiên áp dụng 100% thu phí không dừng kể từ ngày 1 tháng 6 năm 2022.